# Scream (canção de Usher)
"Scream" é uma canção do cantor americano Usher selecionada como segundo single do seu álbum de estúdio Looking for Myself (2012), disponível para download digital no iTunes em 27 de abril de 2012. Antes de seu lançamento oficial na internet foi disponibilizada para mainstream um dia antes.
Ela foi escrita por Max Martin, Shellback, Savan Kotecha e Usher, e foi produzida por Max Martin e Shellback, a mesma equipe responsável pelo hit de 2010 "DJ Got Us Fallin' in Love". A música contém elementos de electro-pop com dance-pop que contém letras sexuais. É uma música de sintetizador pesado e críticos notaram que era uma música de clube, semelhante as músicas anteriores de Usher.
A canção recebeu opiniões favoráveis principalmente pela maioria dos críticos de música, que elogiou a sua composição e sua natureza de clube. Ele estreou na posição 70 na Billboard Hot 100 e 32 na Billboard Pop devido às rádios. Usher promoveu "Scream", apresentando ele ao vivo várias vezes, principalmente no Billboard Music Awards de 2012.

## Faixas
- Download digital dos Estados Unidos[4]

1. "Scream" – 3:54

- Download digital do Reino Unido e Irlanda[5][6]

1. "Scream" – 3:55
2. "Climax" (Kaskade Remix) – 6:38

- CD single[7]

1. "Scream" – 3:55
2. "Climax" (Mike D Remix)

## Posições
| País — Tabela musical (2012)                   | Melhores posições |
| ---------------------------------------------- | ----------------- |
| O campo songid é OBRIGATÓRIO PARA PARADA ALEMÃ | 19                |
| Austrália (ARIA)                               | 11                |
| Áustria (Ö3 Austria Top 75)                    | 22                |
| Bélgica (Ultratop 50 de Flandres)              | 23                |
| Bélgica (Ultratop 50 da Valônia)               | 34                |
| Canadá (Canadian Hot 100)                      | 4                 |
| Dinamarca (Hitlisten)                          | 29                |
| Estados Unidos (Billboard Hot 100)             | 9                 |
| Estados Unidos (Billboard Mainstream Top 40)   | 8                 |
| Estados Unidos (Billboard Adult Top 40)        | 28                |
| Estados Unidos (Billboard Dance Club Songs)    | 43                |
| França (SNEP)                                  | 29                |
| Hungria (Rádiós Top 40)                        | 28                |
| Irlanda (IRMA)                                 | 23                |
| Japão (Japan Hot 100)                          | 7                 |
| Países Baixos (Dutch Top 40)                   | 22                |
| Nova Zelândia (Recorded Music NZ)              | 21                |
| Escócia (Scottish Singles Chart)               | 4                 |
| Reino Unido (UK Dance Chart)                   | 2                 |
| Reino Unido (UK Singles Chart)                 | 5                 |
| Suécia (Sverigetopplistan)                     | 50                |
| Suíça (Schweizer Hitparade)                    | 20                |

## Histórico de lançamento
| País           | Data                | Formato                            |
| -------------- | ------------------- | ---------------------------------- |
| Mundo          | 27 de abril de 2012 | Download digital                   |
| Estados Unidos | 1 de maio de 2012   | Top 40/Mainstream e Rhythmic radio |
| Alemanha       | 1 de junho de 2012  | CD single                          |
| Irlanda        | 1 de junho de 2012  | Download digital                   |
| Reino Unido    | 3 de junho de 2012  | Download digital                   |
| Estados Unidos | 18 de junho de 2012 | Adult contemporary radio           |